# NGC 3403
NGC 3403 (również PGC 32719 lub UGC 5997) – galaktyka spiralna (Sbc), znajdująca się w gwiazdozbiorze Smoka. Odkrył ją William Herschel 3 kwietnia 1785 roku.